# Prasat Hin Thanon Hak

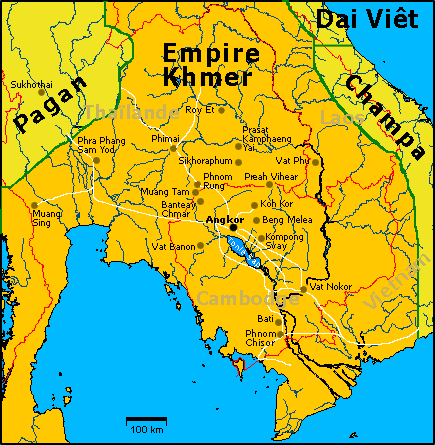
Principaux sites khmers

Le Prasat Hin Thanon Hak ou Prasat Thanon Hak un temple khmer situé en Thaïlande, district de Nong Bun Mak, dans la province de Nakhon Ratchasima. C'est une tour sanctuaire unique en latérite, orientée à l'est, comportant une vraie porte en grès et trois fausses portes, flanquée de 2 bâtiments plus petits, précédée d'un gopura, entourée d'un mur d'enceinte et de deux douves en U. On trouve en sus les restes de 7 petits bâtiments d'usage indéterminé, tous en latérite. Un piédestal destiné à recevoir un linga semble indiquer un sanctuaire dédié à Shiva.

## Photographies

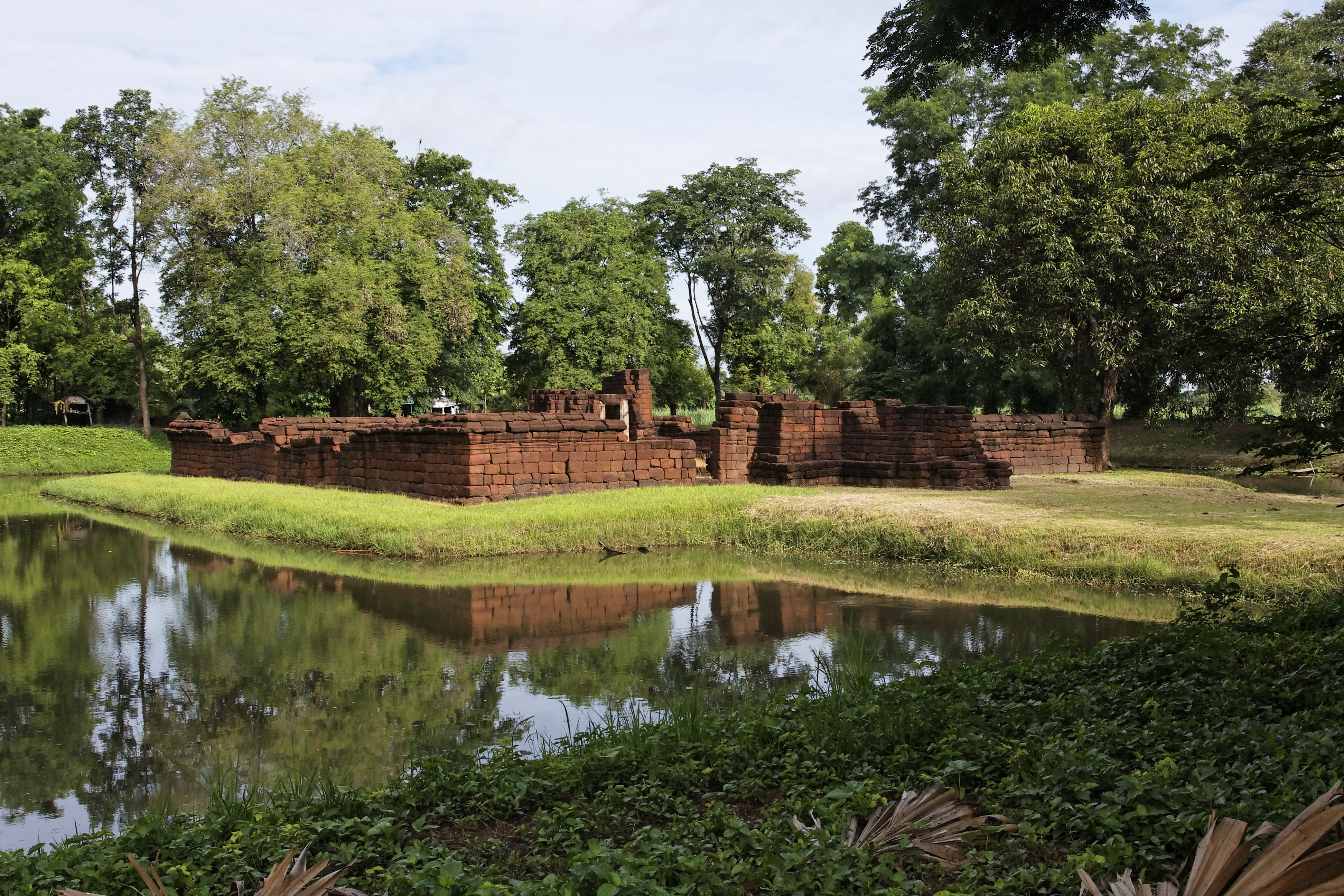
Vue d'ensemble: gopura, mur d'enceinte, et douve en U
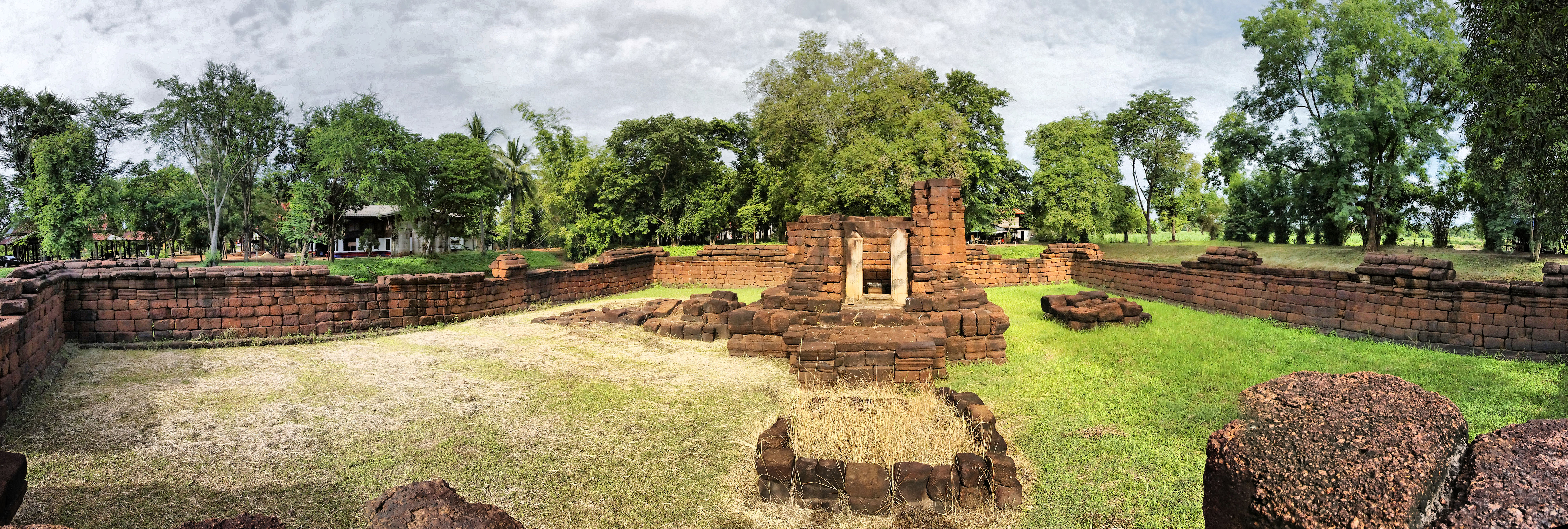
Vue d'ensemble de l'intérieur de l'enceinte (est)
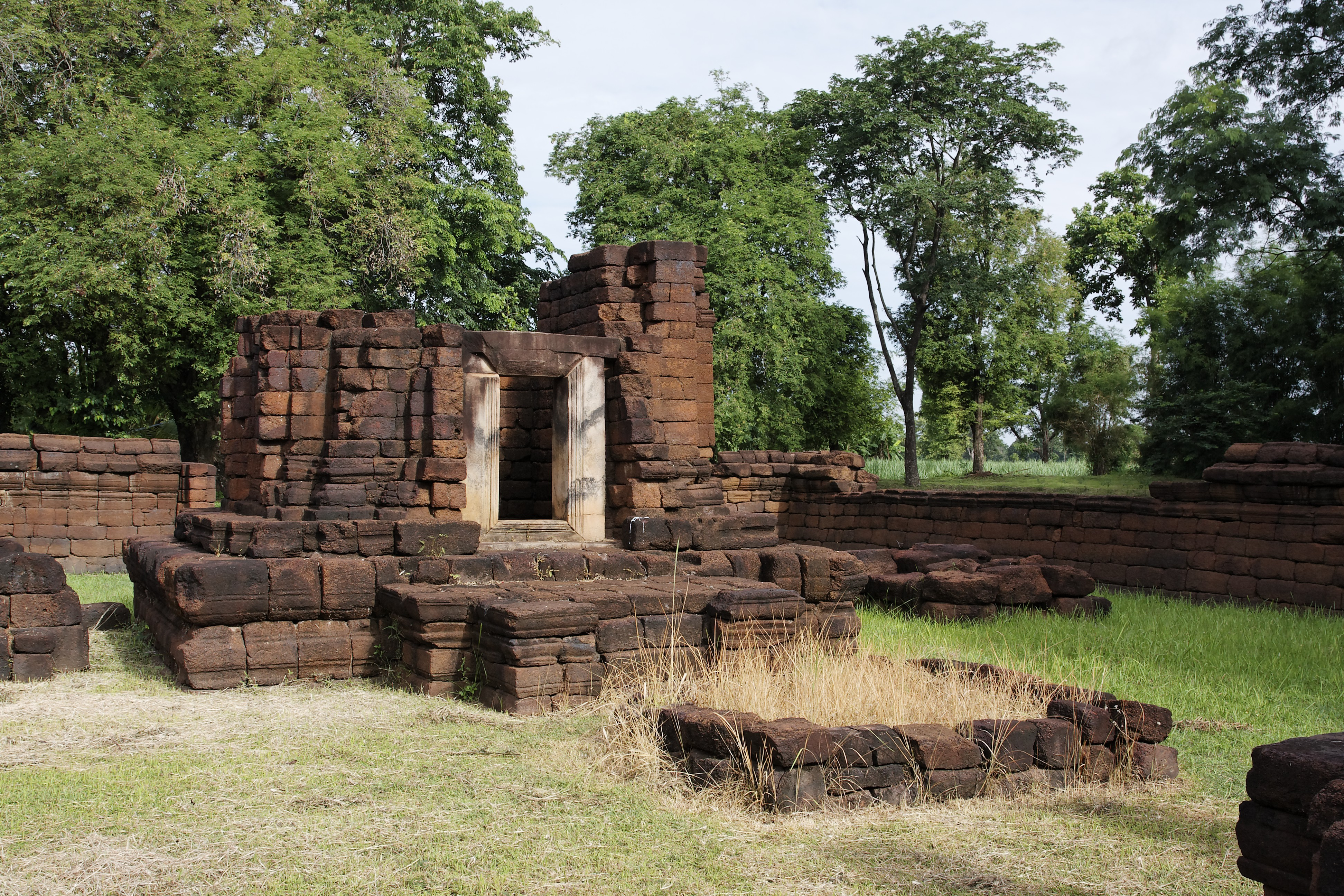
Les restes de la tour sanctuaire (vue est), latérite et grès
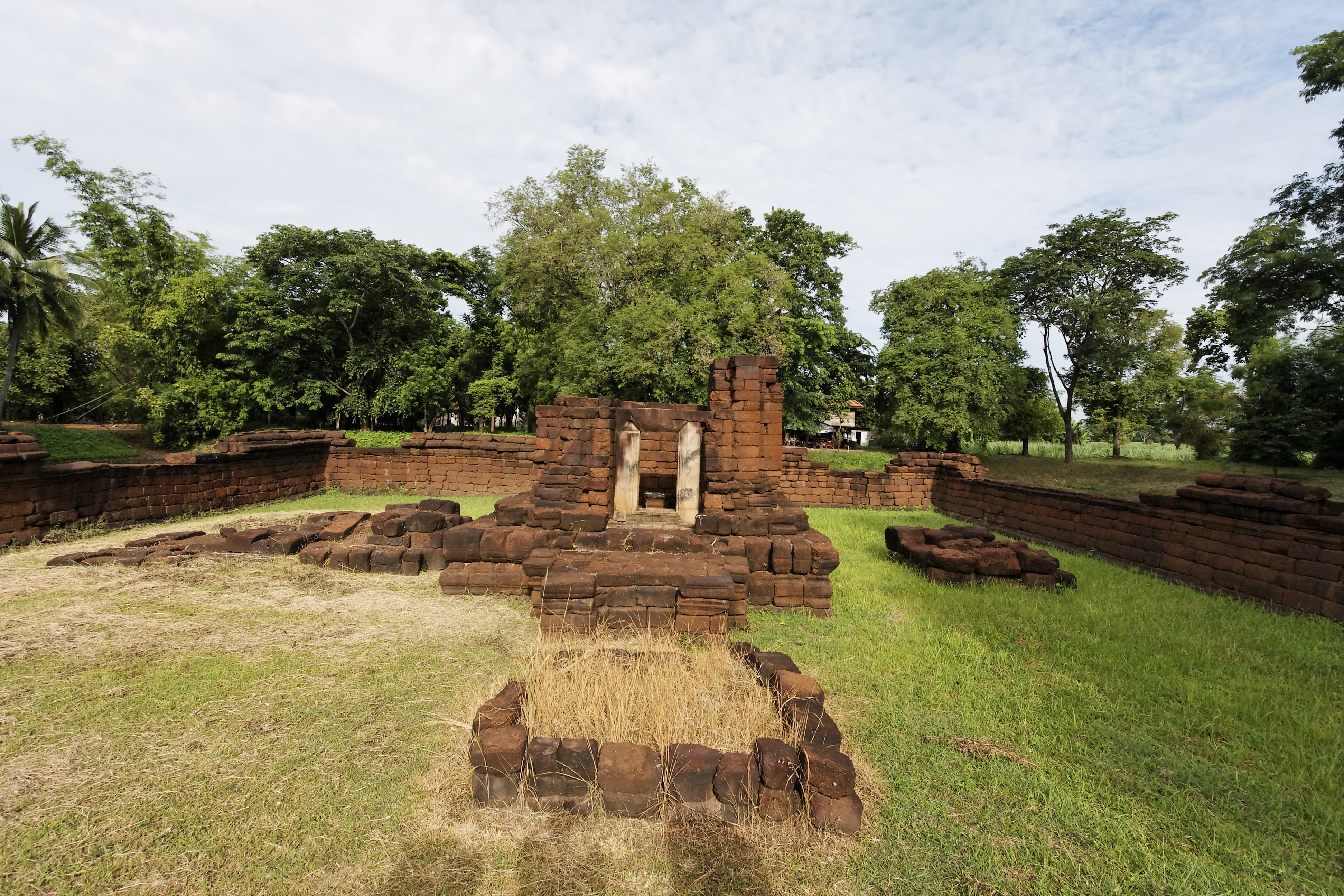
Les restes de la tour sanctuaire (vue est)
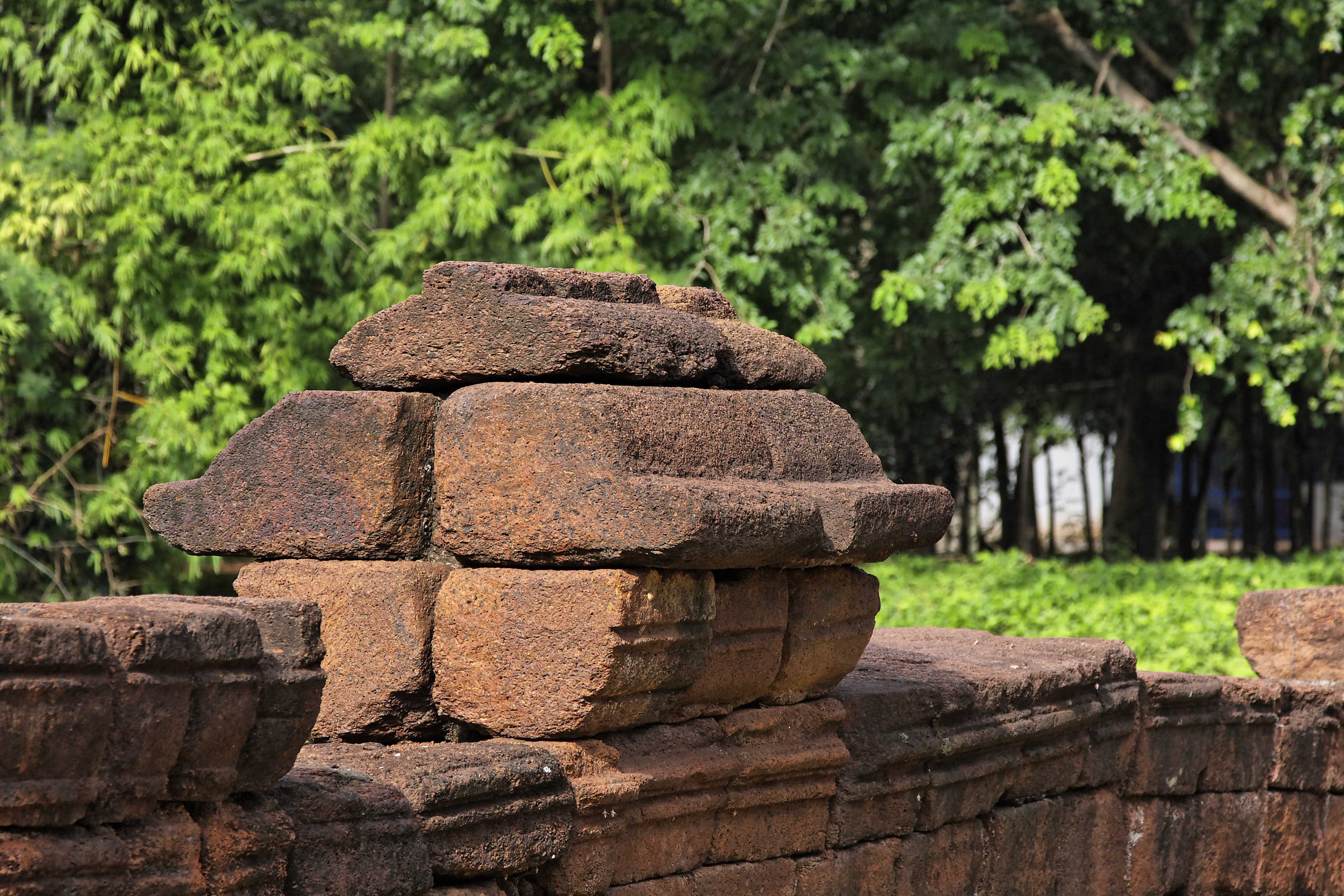
Un exemple du mur d'enceinte complet